# کهن‌بید ۲
کهن‌بید ۲ یک روستا در ایران است که در بخش مرکزی شهرستان بردسیر واقع شده‌است.